# Lockheed EC-121 Warning Star
Lockheed EC-121 Warning Star je americký vojenský vrtulový letoun, vyvinutý společností Lockheed na základě dopravního letounu Lockheed L-1049 Super Constellation. Nejprve sloužil jako radarový výstražný letoun (Airborne Early Warning, AEW), později jako létající středisko velení a řízení (Airborne Early Warning and Control, AEW&C) a zpravodajský letoun (SIGINT, ELINT). Do služby byl zařazen roku 1954. Celkem bylo vyrobeno 142 kusů. Provozovalo jej americké letectvo a námořnictvo. Proti sovětským bombardérům střežily vzdušné přístupy k USA (z Aljašky, Grónska, Islandu, atolu Midway, nebo Newfoundlandu). Významnou roli hrál ve vietnamské válce. Vyřazen byl roku 1978, přesto jeden exemplář námořnictvo provozovalo až do roku 1982. V letectvu mu posádky přezdívaly „Connie“, v námořnictvu „Willie Victor“, což odkazovalo k hláskování jeho označení WV. Ve službě jej nahradil letoun Boeing E-3 Sentry. Sovětskou odpovědí na EC-121 byl roku 1956 zavedený letoun Tupolev Tu-126.

## Historie

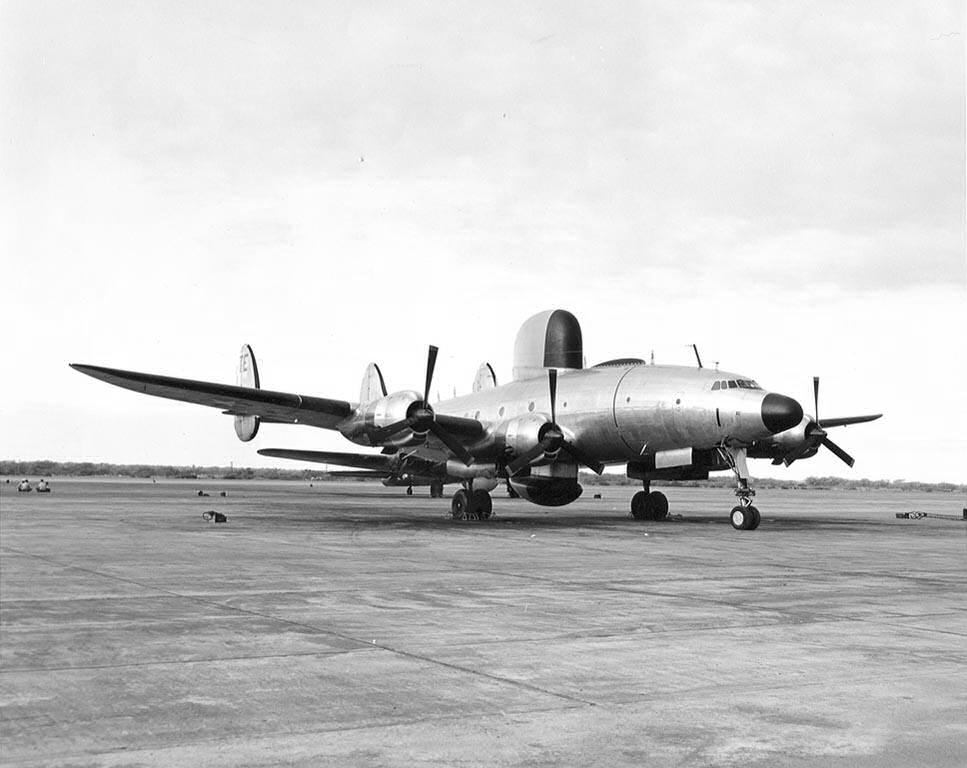
Druhý prototyp Lockheed WV-1 Warning Star (BuNo 124438) na základně Barbers Point na havajském ostrově Oahu

Pro testování aerodynamické koncepce letounu byl upraven prototyp dopravního letounu Lockheed L-1049 Super Constellation. Prostorný trup byl pracovištěm pro 26člennou posádku. Letoun byl vybaven vyhledávacím radarem AN/APS-20 a radarem AN/APS-45, který určoval výšku letu sledovaných strojů. Jejich radomy jim dávaly typickou siluetu. Do služby byl zaveden roku 1954. Označení EC-121 letoun dostal roku 1962.

## Nehody a incidenty
- Dne 15. dubna 1969 severokorejské stíhací letouny MiG-21 sestřelily EC-121. Zabito bylo všech 31 členů posádky.[4]

## Dochované exempláře (výběr)

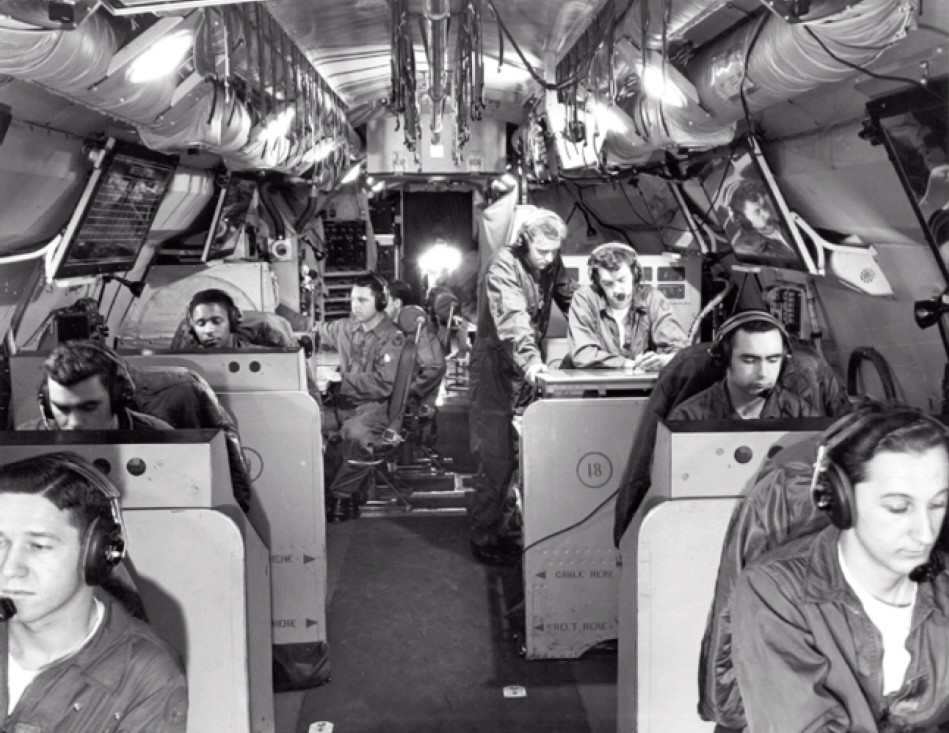
Interiér letounu EC-121D Warning Star

- EC-121D – Národní muzeum Letectva Spojených států amerických v Daytonu ve státě Ohio.[5]
- EC-121K – Muzeum letectví ve Warner Robins ve státě Georgia.[2]
- EC-121T – Castle Air Museum v Atwateru v Kalifornii.[6]
- EC-121T – Combat Air Museum v Topece v Kansasu.[7]
- EC-121T – Pima Air & Space Museum v Tucsonu v Arizoně.[8]

## Specifikace (EC-121M Warning Star)

### Technické údaje
Citováno dle
- Posádka:
- Kapacita:
- Rozpětí: 38,456 m
- Délka: 35,408 m
- Výška: 7,544 m
- Nosná plocha:
- Hmotnost prázdného letounu: 37 953 kg
- Max. vzletová hmotnost: 70 987 kg
- Pohonná jednotka: 4× hvězdicový motor Wright R-3350-91
  - Výkon pohonné jednotky: 4× 3250 hp

### Výkony
- Max. rychlost: 541 km/h (ve výšce 5944 m)
- Cestovní rychlost: 385 km/h
- Dostup: 6675 m
- Dolet: 7130 km